# Фридрих Вилхелм фон Лайнинген-Вестербург
Фридрих Вилхелм фон Лайнинген-Вестербург (на немски: Friedrich Wilhelm zu Leiningen-Westerburg; * 8 септември 1648; † 29 декември 1688) е граф на Лайнинген-Вестербург, губернатор на Касел.

## Произход
Той е син на граф Георг Вилхелм фон Лайнинген-Вестербург (1619 –1695) и съпругата му графиня София Елизабет фон Липе-Детмолд (1626 – 1688), дъщеря на граф Симон VII фон Липе и втората му съпруга графиня Мария Магдалена фон Валдек-Вилдунген. Братята му са Симон Филип (1646 – 1676, убит в дуел в Грюнщат), Йохан Антон (1655 – 1698), Христоф Христиан (1656 – 1728), Хайнрих Христиан Фридрих Ернст (1665 – 1702) и Георг II Карл Рудолф (1666 – 1726).
Фридрих Вилхелм умира преди баща си на 29 декември 1688 г. на 40 години.

## Фамилия
Фридрих Вилхелм се жени на 10 ноември 1676 г. за графиня София Терезия фон Ронов-Биберщайн (* 19 май 1660; † 11 юни 1694), дъщеря на граф Йохан Албрехт (IV) Ховора фон Ронов-Биберщайн (1625 – 1707) и съпругата му Елизабет фрайин фон Биберщайн (1623 – 1683). Те имат децата:
- Йохан Фридрих Вилхелм (1681 –1718), граф на Лайнинген-Вестербург, връзка с графиня Йохана Мария Бернхардина фон Липе (1678 – 1747), женен 1704 г. за първата си братовчедка графиня Вилхелмина Фридерика Йохана Луиза фон Лайнинген-Вестербург (1688 – 1720), дъщеря на граф Хайнрих Христиан Фридрих Ернст фон Лайнинген-Вестербург
- София Елиза Елеонора

Той има извънбрачна дъщеря, омъжена за Николаус Чеер.
Вдовицата му София Терезия фон Ронов се омъжва втори път на 7 декември 1689 г. за граф Фридрих Мориц фон Бентхайм-Текленбург (1653 – 1710).